# Zalando
Die Zalando SE mit Sitz in Berlin ist ein börsennotierter deutscher Online-Versandhändler für Schuhe, Kleidung, Kosmetik und Accessoires.
Das Unternehmen wurde 2008 von David Schneider und Robert Gentz gegründet und hat mehr als 50 Millionen aktive Kunden in 25 europäischen Märkten.
Zalando ist in mehreren Geschäftsfeldern tätig – vom Internet-Shop über Eigenmarken, stationären Outlets in zwölf deutschen Städten, bis hin zu Logistik- und Marketing-Angeboten für Händler.

## Geschichte

### Gründung
Zalando wurde 2008 von David Schneider und Robert Gentz in Berlin mit Investorenkapital der drei Samwer-Brüder gegründet. Kennengelernt hatten sich Schneider, Gentz und Oliver Samwer während ihres Studiums an der WHU – Otto Beisheim School of Management. Vorbild für Zalando war der US-amerikanische Versandhändler Zappos. Der Name leitet sich ebenfalls von dem spanischen Wort für Schuhe, zapatos, und dem früheren Unternehmen von Oliver Samwer alando ab.

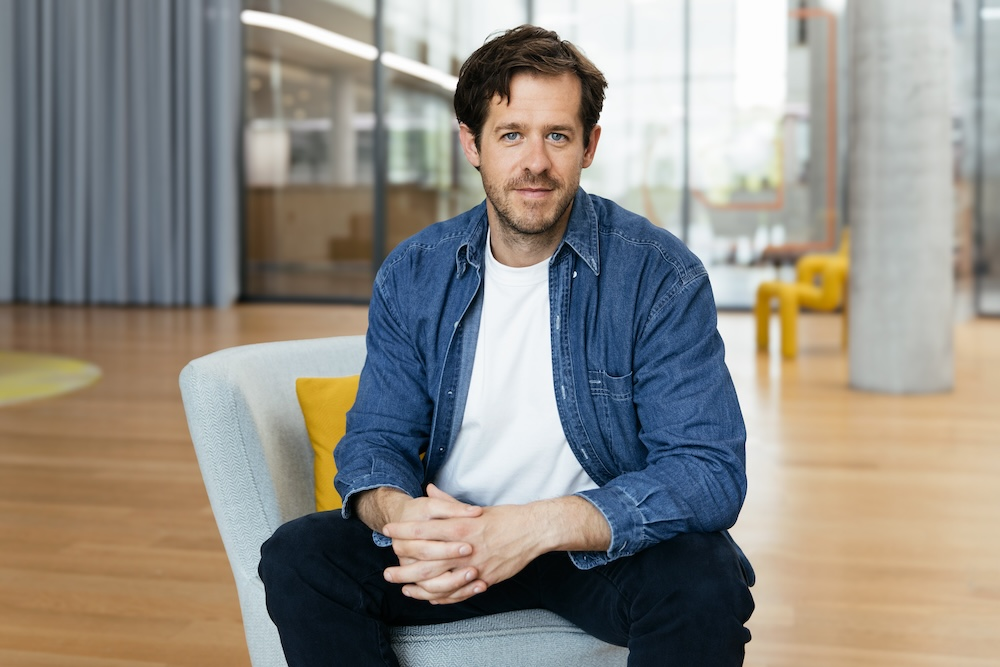
Robert Gentz, Mitgründer von Zalando

2009 erweiterte das Unternehmen sein Versandgebiet auf Österreich. Zur selben Zeit wurde das Angebot um die Bereiche Mode und Bekleidung ergänzt. Zalando begann eigene Kollektionen und Labels im Markt anzubieten. Ende 2010 war das Unternehmen Marktführer für den Schuhversand über das Internet, schrieb allerdings 20 Millionen Euro Verlust. Seit Oktober 2011 liefert das Unternehmen auch in die Schweiz. Im Jahr 2011 machte das Unternehmen einen Umsatz von über 500 Millionen Euro; hierbei wurde ein Verlust von 60 Millionen Euro geschrieben. Aufmerksamkeit erhielt Zalando durch auffällige Fernsehwerbung. Die monatlichen Werbeausgaben lagen 2011 im zweistelligen Millionenbereich und wurden wegen hoher Verluste im Januar 2012 auf fünf Millionen Euro reduziert.
Von 2007 bis 2012 hat Zalando circa 3,3 Millionen Euro zur Wirtschaftsförderung strukturschwacher Regionen erhalten. Angaben des Bundeswirtschaftsministeriums. 2010 erhielt Zalando 1,6 Millionen Euro GRW-Mittel. Für 2013 habe Zalando weitere Fördergelder beantragt.
Seit 2012 gehört der Outlet Store Berlin zum Unternehmen. Im Juli 2012 wurde bekannt, dass das Unternehmen einen Teil der Software-Entwicklung am Standort in Dortmund bündelt. Neben den Lagerstandorten Großbeeren, wo im Juli 2012 1000 Arbeitnehmer tätig waren, und Brieselang, wo 900 Beschäftigte im Juni 2012 arbeiteten, steht in Erfurt eine weitere Lagerhalle, in der 350 Beschäftigte im August 2012 tätig waren. Im Herbst 2012 wurde mit dem Bau eines Logistikzentrums in Mönchengladbach begonnen. Der Verlust lag 2012 bei 92 Millionen Euro. Die Retourenquote sollte bei ungefähr 50 % liegen.

### Aktiengesellschaft

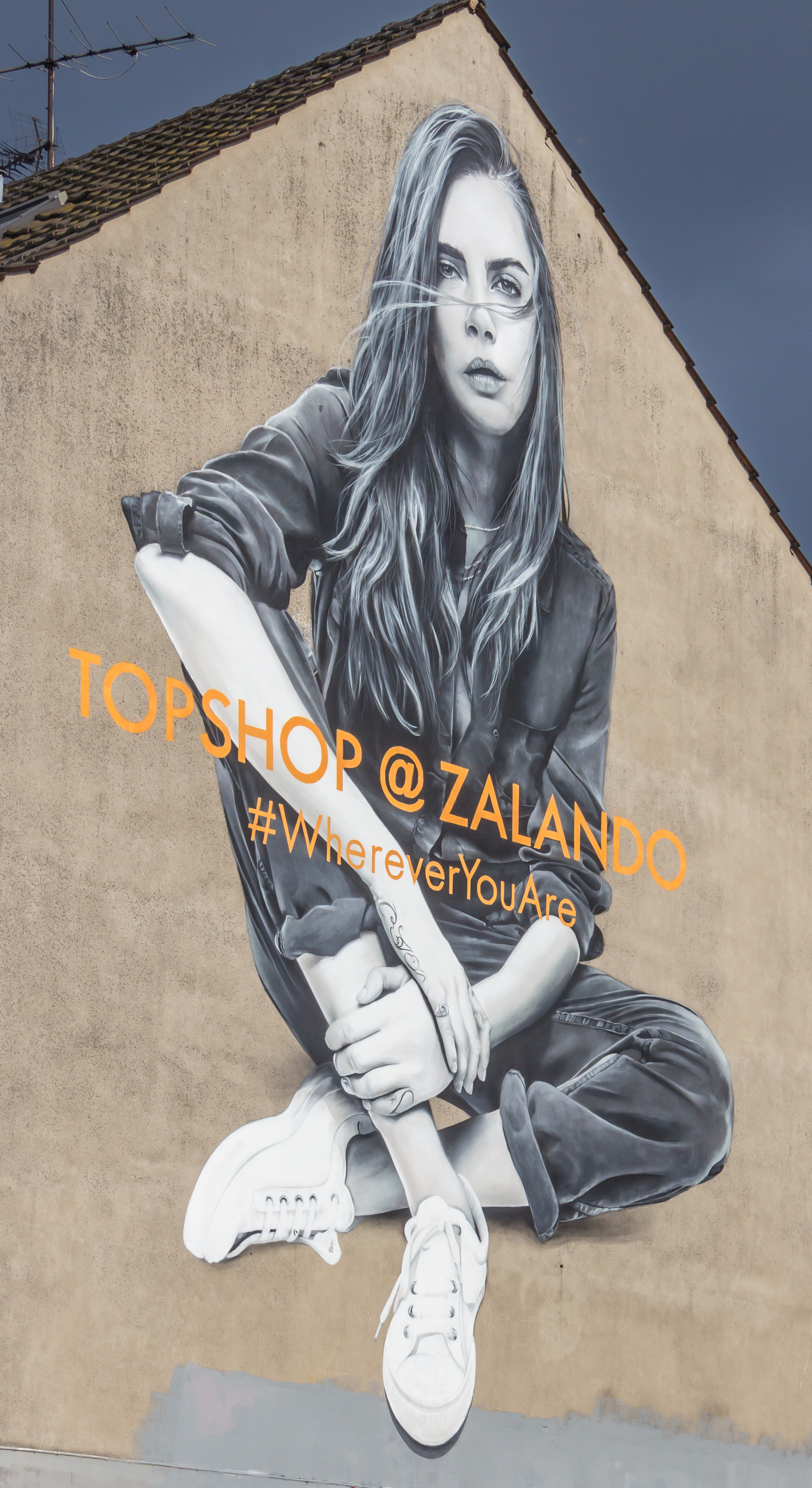
Wandmalerei mit Cara Delevingne als Werbung für Zalando und Topshop in Köln, 2015

Im Dezember 2013 wurde das Unternehmen von einer Gesellschaft mit beschränkter Haftung (GmbH) in eine Aktiengesellschaft (AG) umgewandelt.
Im Geschäftsjahr 2013 erzielte Zalando einen Umsatz von 1,8 Milliarden Euro. Im Frühjahr 2014 gab Zalando bekannt, sich in eine europäische Aktiengesellschaft (SE) umzufirmieren, um im europäischen Geschäftsverkehr einheitlich auftreten zu können. Seit Oktober 2014 ist Zalando an der Börse; durch den Börsengang konnten 605 Millionen Euro eingenommen werden.
Der Premium-Shop EMEZA sowie der Eigenmarken-Shop KIOMI wurden 2013 eingestellt. Im April 2015 eröffnete das Unternehmen einen zusätzlichen Technologie-Standort in Dublin (Irland). Ein weiterer Technologie-Standort wurde im Spätsommer 2015 in Helsinki, Finnland eröffnet. 2015 gab der Unternehmensvorstand David Schneider bekannt, dass Zalando die insolvente Berliner Leitmesse für Urban Streetwear Bread & Butter übernimmt. Im Juli 2015 fand die Messe in bisheriger Form im Flughafen Tempelhof statt; ab 2017 wurde sie als „Modefestival“ für ein breiteres Publikum geöffnet, 2018 jedoch eingestellt. Im November 2015 stellte Zalando seine Pläne für den Neubau eines Komplexes mit dem Namen „Zalando Campus“ in Berlin-Friedrichshain vor. Der aus zwei siebenstöckigen Gebäuden bestehende Campus soll auf dem Mediaspree-Areal neben der Mercedes-Benz Arena entstehen und 42.000 Quadratmeter Fläche sowie Platz für 5000 Mitarbeiter bieten. Die Kosten sind mit etwa 140 Millionen Euro veranschlagt, der Entwurf stammt von HENN. Im April 2017 kündigte Zalando an, auf der Cuvrybrache in Berlin-Kreuzberg weitere 34.000 Quadratmeter Bürofläche anzumieten.

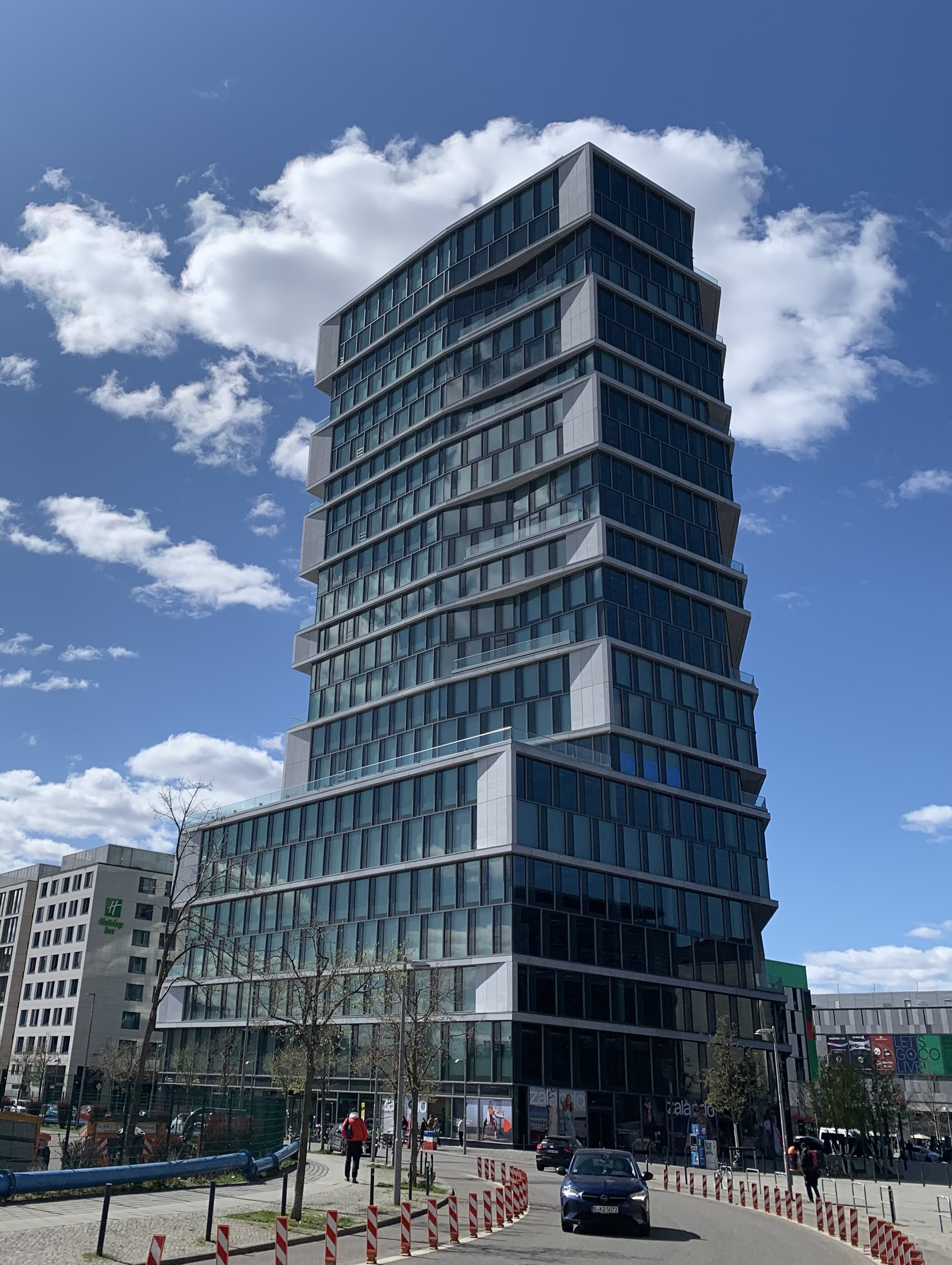
Anmietung des Stream Tower, 2022

Anfang Juni 2018 gab Zalando seinen Marktantritt in Irland und Tschechien bekannt. 2018 startete Zalando mit dem Onlineverkauf von Kosmetikartikeln. Diese sollten zunächst in Deutschland verkauft werden und bei Erfolg auch in anderen Ländern. Ende Juli 2018 eröffnete Zalando in Berlin sein erstes Ladengeschäft für Kosmetikartikel mit dem Namen Beauty Station. Im Dezember 2019 kündigte Zalando den Verkauf des Streetwear-Händlers Kickz Never Not Ballin an, welcher erst zwei Jahre zuvor übernommen wurde. Der Verkauf an die Münchner Play Hard Group wurde im März 2020 abgeschlossen.
Nach Ausbruch der COVID-19-Pandemie in Deutschland gab Zalando im April 2020 ein Sparprogramm über 350 Millionen Euro bekannt. Im April 2020 startete Zalando auch eine Partnerschaft mit Unibail-Rodamco-Westfield Germany, einem Betreiber von Einkaufszentren, um dessen Händlern Zugang zu seinen Online-Diensten zu ermöglichen. Ebenfalls im Jahr 2020 übernahm Zalando das ETH-Spinoff Fision und stieg, zunächst in Deutschland und Spanien, in den Second-Hand-Modemarkt ein. Am Jahresende kündigte Rubin Ritter, einer der drei Geschäftsführer, an, sich aus dem Unternehmen zurückzuziehen. 2021 wurde bekannt, dass sich Zalando im Prime Tower in Zürich einmieten will. Zalando profitierte von den Lockdowns im stationären Handel und konnte seinen Umsatz deutlich steigern. Seit dem 20. September 2021 ist Zalando im Aktienindex DAX.
Von 2018 bis 2022 betrieb das Unternehmen einen Marktplatz für gebrauchte Kleidung namens Zalando Zircle (vormals Zalando Wardrobe). Anfang 2023 begann Zalando, über die Onlineshops in Deutschland, Österreich und den Niederlanden auch Spielzeug anzubieten. In diesem Jahr gab es erstmals einen Rückgang der Zahl der Kunden.
Am 11. Dezember 2024 gab Zalando bekannt, About You zu 100 % übernehmen zu wollen. Dazu hat Zalando mit den Hauptaktionären von About You verbindliche Vereinbarungen zum Kauf ihrer Aktien, die rund 73 Prozent des Grundkapitals repräsentieren, abgeschlossen. Der Kaufpreis soll bei mehr als einer Milliarden Euro liegen. Ab dem 7. Januar 2025 verkürzt Zalando in den wesentlichen Kernmärkten die Retourenfrist von 100 auf 30 Tage. Das Unternehmen begründet dies damit, die Warenverfügbarkeit zu optimieren und das Produktsortiment zu erweitern.

## Unternehmensstruktur

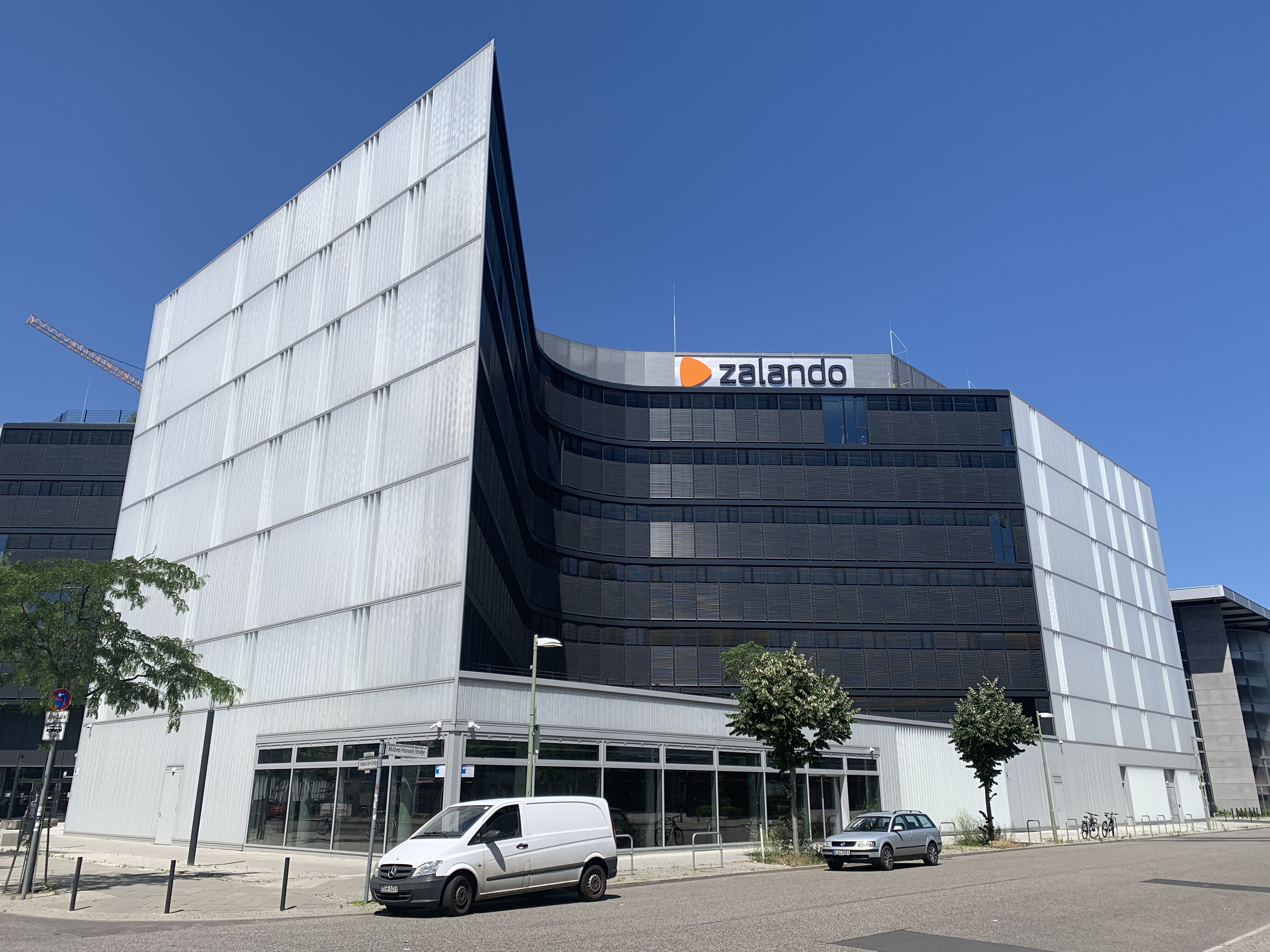
Sitz der Zalando SE in Berlin

Zu dem Unternehmen gehören auch die 2010 gegründete Zalando Lounge (ein Shoppingclub) sowie die unter dem Tochterunternehmen MyBrands Zalando Verwaltungs GmbH geführten mit MyBrands Zalando bezeichneten Bereiche eLogistics,  eServices, eStudios und eProductions. Zudem wurde die zLabels GmbH gegründet, unter deren Namen eigene Marken vertrieben werden, jedoch mittlerweile wieder aufgelöst wurde.

### Anteilseigner (historisch)
2012 hielten Rocket Internet 38 %, Kinnevik 26 %, Mail.Ru Group 9 %, JP Morgan Asset Management 1,3 % und Quadrant Capital Advisors 0,9 % der Anteile an Zalando. Rocket Internet, Holtzbrinck und Tengelmann verfügten zusammen über 56 % der Anteile des Unternehmens. Außerdem hielten die Kinnevik-Tochter Emesco AB und das Management Anteile am Unternehmen.
Im August 2013 wandelten die Rocket-Internet-Gesellschafter Kinnevik und European Founders Fund ihre indirekten Beteiligungen an Zalando in eine direkte Beteiligung um. Gleichzeitig beteiligte sich der dänische Unternehmer Anders Holch Povlsen, Eigner der Modekette Bestseller an Zalando. Die Beteiligung der einzelnen Investoren am Unternehmen änderte sich im Laufe der Jahre und setzte sich zu dem Zeitpunkt wie folgt zusammen: Kinnevik: 37 %, European Founders Fund (Rocket Internet): 18 %, Anders Holch Povlsen (Bestseller): 10 %, verschiedene Fonds insgesamt 35 %.
Anfang September 2014 erklärte Vorstandsmitglied Rubin Ritter, dass das Unternehmen einen Börsengang anstrebe. Der Handelsstart wurde für Oktober 2014 angekündigt. Der Ausgabepreis wurde auf 21,50 Euro festgelegt, womit sich ein Emissionsvolumen von 605 Millionen Euro ergab.

## Aktionäre
(Stand: November 2024)
- Anders Holch Povlsen (Bestseller) – ca. 10,1 %
- eigene Aktien – ca. 1,2 %
- Streubesitz – ca. 88,7 %

### Umsatz
| Geschäftsjahr | Umsatz in Mrd. Euro | Umsatz- wachstum |
| ------------- | ------------------- | ---------------- |
| 2010          | 0,15                |                  |
| 2011          | 0,51                | 240 %            |
| 2012          | 1,15                | 125 %            |
| 2013          | 1,80                | 56 %             |
| 2014          | 2,20                | 26 %             |
| 2015          | 2,96                | 34 %             |
| 2016          | 3,64                | 23 %             |
| 2017          | 4,49                | 23 %             |
| 2018          | 5,40                | 20 %             |
| 2019          | 6,48                | 20 %             |
| 2020          | 7,98                | 23 %             |
| 2021          | 10,35               | 29 %             |
| 2022          | 10,34               | −0,1 %           |
| 2023          | 10,14               | −1,9 %           |
| 2024          | 10,57               | 4,2 %            |

Europäische Länder, in denen die Marke Zalando Umsatz erwirtschaftet (ohne Ableger, Stand 2022)

Der Umsatz über den Schweizer Onlineshop zalando.ch wurde im Jahr 2022 auf 1,75 Mrd. Schweizer Franken geschätzt, womit dieser nach wie vor der umsatzstärkste Onlineshop der Schweiz ist.

### Logistikstandorte
Das Unternehmen betreibt in Deutschland vier eigene Logistikstandorte. Außerdem nutzt Zalando den externen Logistikdienstleister DocData mit einem Logistikzentrum im brandenburgischen Großbeeren. Im Frühjahr 2016 wurde bekannt gegeben, dass Zalando für die Eigenmarken des Tochterunternehmens zLabels GmbH einen weiteren Logistikstandort im niedersächsischen Peine plant. Der neue Standort dient der Zwischenlagerung für die Eigenmarken und wird vom bereits ansässigen Fashion-Logistikspezialisten Meyer & Meyer betrieben.
| Ort              | Start | Fläche     |
| ---------------- | ----- | ---------- |
| Brieselang       | 2011  | 25.000 m²  |
| Erfurt           | 2012  | 125.000 m² |
| Mönchengladbach  | 2013  | 125.000 m² |
| Lahr/Schwarzwald | 2016  | 130.000 m² |
| Peine            | 2016  | 30.000 m²  |

Im Dezember 2015 eröffnete Zalando in Stradella, Italien, sein erstes internationales Logistikzentrum. Weitere Logistikzentren eröffnete das Unternehmen 2017 in Moissy-Cramayel, Frankreich, und Gryfino, Polen. Im Januar 2020 eröffnete Zalando ein weiteres Logistikzentrum in Nogarole Rocca, südlich von Verona.

### Betriebsrat
2014 wählten die 1180 Angestellten in der Niederlassung Brieselang erstmals einen Betriebsrat mit 15 Personen. 2015 gründete Zalando selbst einen sechsköpfigen Europäischen Betriebsrat (SE) mit Sitz in Berlin für den gesamten Konzern. Vorsitzender ist der Manager des Skandinavien-Geschäfts Michael Lindskog aus Schweden; sein Stellvertreter ist als Teamleiter aus dem Zalando-Logistikzentrum in Erfurt Dustin Köster. Aufgrund seines Statutes hat das Gremium lediglich Informations- und Anhörungsrechte für alles, was den Gesamtkonzern und grenzüberschreitende Fragen betrifft. 2020 wurde erstmals ein Gesamtbetriebsrat mit 31 Mitgliedern gewählt, der am 11. November 2020 zusammentrat.

## Marken

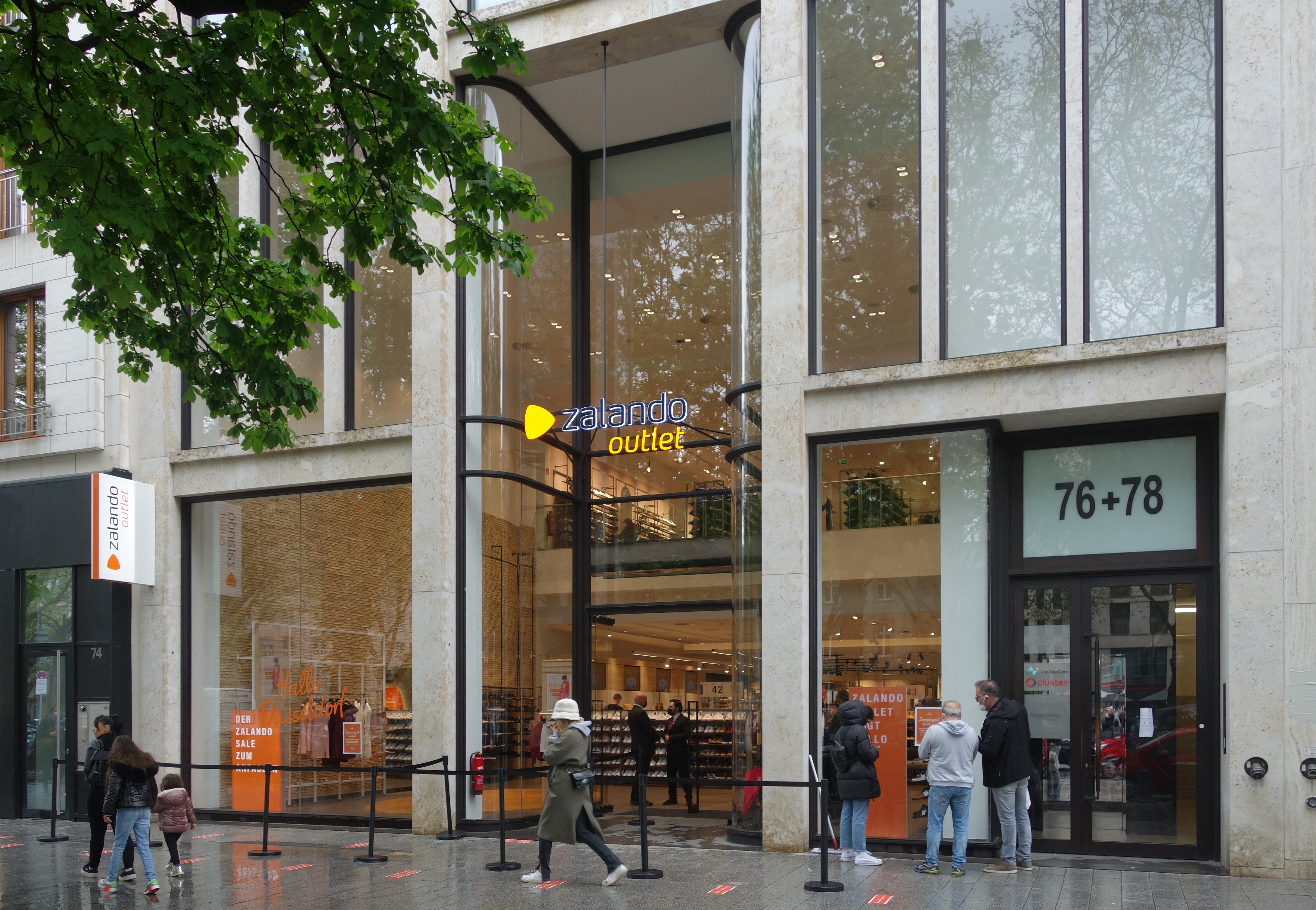
Zalando Outlet Store in Düsseldorf

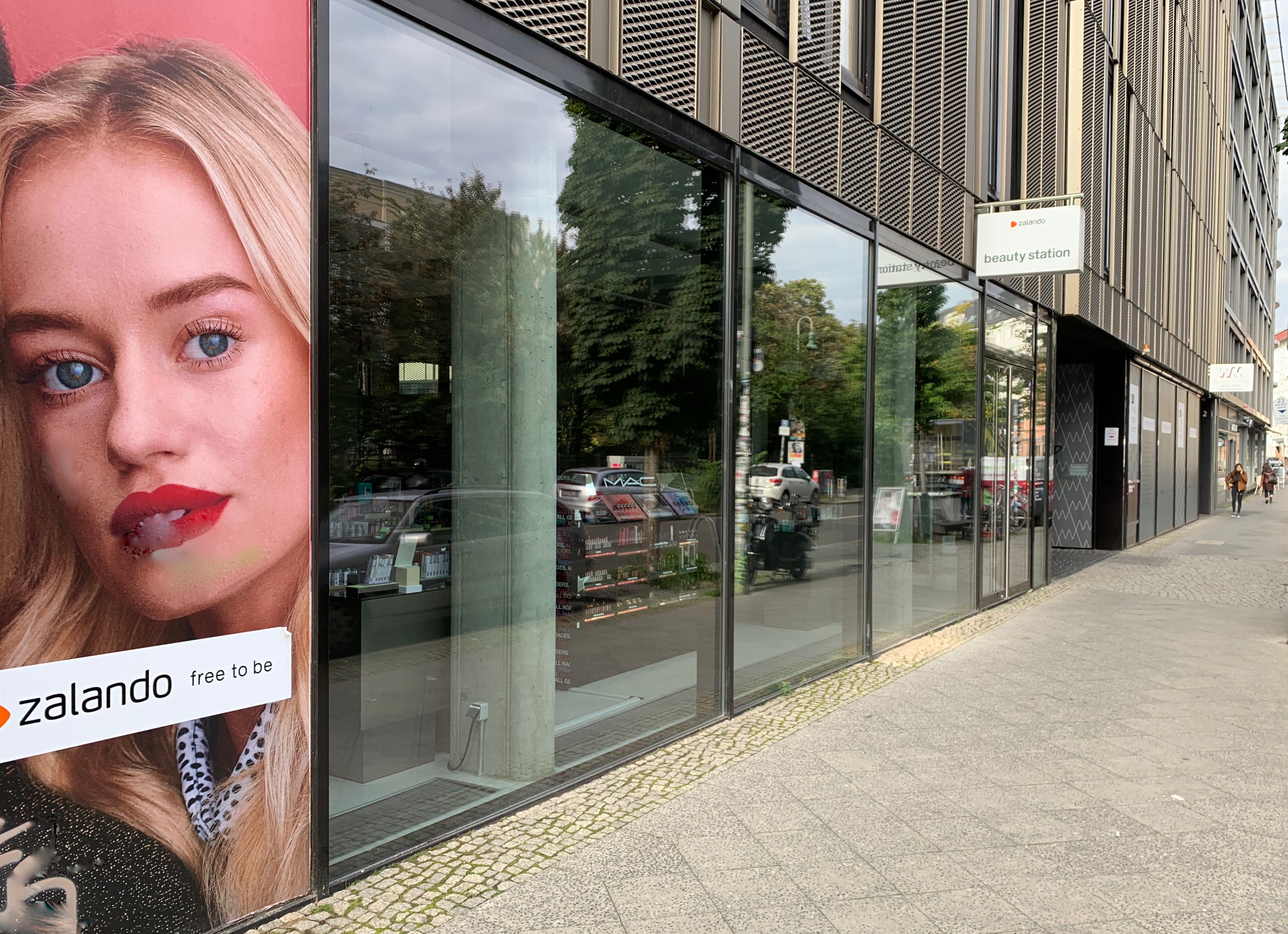
Zalando Beauty Station

### Outlet-Store
Ende März 2012 öffnete ein Outlet-Store in Berlin-Kreuzberg, womit Zalando ein neues Geschäftsfeld betrat und seine Vertriebswege erweiterte. Zutritt zum Geschäft wurde zu Beginn nur mit einer Zalando-Outlet-Kundenkarte gewährt. Mittlerweile erhält man auch ohne die Karte Zutritt und diese dient lediglich für Rabattaktionen. Outlet-typische Preisnachlässe sind möglich. Es werden derzeit etwa 500 Marken angeboten, darunter die 15 bis 20 Eigenmarken der zLabels GmbH.
Im Mai 2014 eröffnete in Frankfurt-Bockenheim die zweite Filiale mit mehr als 1000 m², im Mai 2016 die dritte in Köln. Mitte Juni 2018 eröffnete Zalando den vierten Outlet-Store in Leipzig. Im September 2018 wurde ein weiterer Store in Hamburg eröffnet. Im Jahre 2019 wurde zudem in Münster, in Stuttgart und in Hannover jeweils eine weitere Outlet Filiale eröffnet. Im Jahre 2021 wurde in Düsseldorf mit einer Fläche von 2400 m² der bis dahin größte Zalando Outlet-Store und in Konstanz, ein Outlet-Store mit 1100 m² eröffnet. Zudem sind bis 2022 weitere Outlets Nürnberg, Mannheim, München und Ulm geplant.

### Beauty Station
Seit 2018 betreibt Zalando in Berlin-Mitte eine sogenannte Beauty Station. In dem Ladengeschäft werden Kosmetik- und Schönheitsprodukte angeboten.

### Beteiligungen
Im Juni 2022 übernahm Zalando die Mehrheit an Highsnobiety, um enger zusammenzuarbeiten.

## Kontroversen

### Arbeitsbedingungen
2014 wurde im Zuge des RTL-Berichts Arbeiten unter Dauerdruck, der mit Unterstützung des Journalisten Günter Wallraff gedreht wurde, Kritik an den Arbeitsbedingungen bei Zalando laut. Die Journalistin Caro Lobig arbeitete verdeckt über den Zeitraum von drei Monaten als Lagerarbeiterin („Pickerin“) im Logistikzentrum in Erfurt mit. Dabei musste sie während einer Achtstundenschicht Strecken von bis zu 27 Kilometer zurücklegen. Nach fünf Wochen kämpfte sie mit Kreislaufproblemen. Laut einem anonymen Mitarbeiter eines Rettungsdienstes vergehe kaum ein Tag, an dem der Rettungsdienst nicht zum Lager gerufen werde. Laut Aussage eines von RTL interviewten Arbeitsrechtlers verstoße Zalando mit Sitzverboten, flughafenähnlichen Personenkontrollen und mittels Pausenregeln gegen das deutsche Arbeitsrecht.
2019 wurde in eine Studie der Hans-Böckler-Stiftung das von Zalando genutzte 360-Grad-Feedback-Tool „Zonar“ kritisiert. Beanstandet wird im Wesentlichen, dass dieser Bewertungsprozess zwischen Mitarbeitern und Vorgesetzten ein Gefühl der Kontrolle und Überwachung mit sich bringt.

### Rückläufer
Mit um die 50 Prozent Rückläufern wies der Onlinehändler 2014 neben Amazon auf dem deutschen Markt die höchste Retourenquote auf; der Mittelwert der Online-Händler lag bei um die 20 Prozent. Dies steigert zusätzlich den Verbrauch an Verpackungsmaterial, den Ausstoß von CO2 und verursacht später mehr Müll. Auch 2016 gab Zalando an, dass jede zweite Lieferung zurückgeschickt werde. In der Modebranche sei die Retourenquote deutlich höher als in anderen Bereichen des Onlinehandels. Nach eigenen Angaben wurden 97 % der zurückgesendeten Artikel durch das Unternehmen weiterverkauft, etwa 0,05 Prozent seien vernichtet worden. Nach einer Investigativrecherche im Jahr 2023 stellte Zalando klar, dass diese Zahlen nur für die Marken und Händler gälten, die am Partnerprogramm teilnehmen. Die Recherche fand heraus, dass Rückläufer auch an Großhändler weiterverkauft werden, die sie dann nach Asien und Afrika exportierten. Außerdem würden Retouren über lange Zeit und Strecken transportiert werden, bis sie von Zalando wiederverkauft werden. Insgesamt bezeichnete das Team den Umgang mit Retouren vor dem Hintergrund der Nachhaltigkeitsversprechen als Greenwashing. Zalando wies den Vorwurf zurück und erklärte, weder massenhaft Rückläufer zu vernichten noch deswegen Sortierzentren im Ausland zu betreiben.